# Dendroctonus ponderosae
El escarabajo del pino de montaña (Dendroctonus ponderosae), es una especie de escarabajo o gorgojo de la corteza de la familia Curculionidae, Se encuentra en los bosques del oeste de América del Norte, desde México hasta el centro de Columbia Británica. Tiene un exoesqueleto duro negro y mide unos 5 mm, aproximadamente del tamaño de un grano de arroz.
Estos gorgojos habitan los pinos, especialmente el pino ponderosa, pino contorta, pino de corteza blanca, el pino silvestre y pino huyoco. El pino piñonero y el pino bristlecone son menos atacados comúnmente. Durante las etapas iniciales de un brote, los ataques se limitan en gran medida a los árboles bajo estrés de una lesión, las malas condiciones del sitio, daños por incendio, el hacinamiento, la enfermedad de raíz, o la vejez. A medida que aumentan las poblaciones de escarabajos, los escarabajos atacan los árboles más grandes en la zona del brote.

## Infestaciones de árboles
Los escarabajos atacan a los árboles mediante la perforación de la corteza en la capa de floema de la que se alimentan y en el que ponen los huevos. Los escarabajos hembras inician los ataques. Los árboles responden a los ataques aumentando su producción de resina para desalentar o matar a los escarabajos. Los árboles más viejos suelen sucumbir primero. Después de un verano particularmente caliente, la población del escarabajo de pino de montaña puede aumentar de manera espectacular, deforestando grandes extensiones. Después de un brote, arboledas enteras aparecen de color rojo cuando se les ve desde arriba. El Parque nacional de las Montañas Rocosas ha sufrido recientes brotes de escarabajo del pino.